# Klostermannova chata

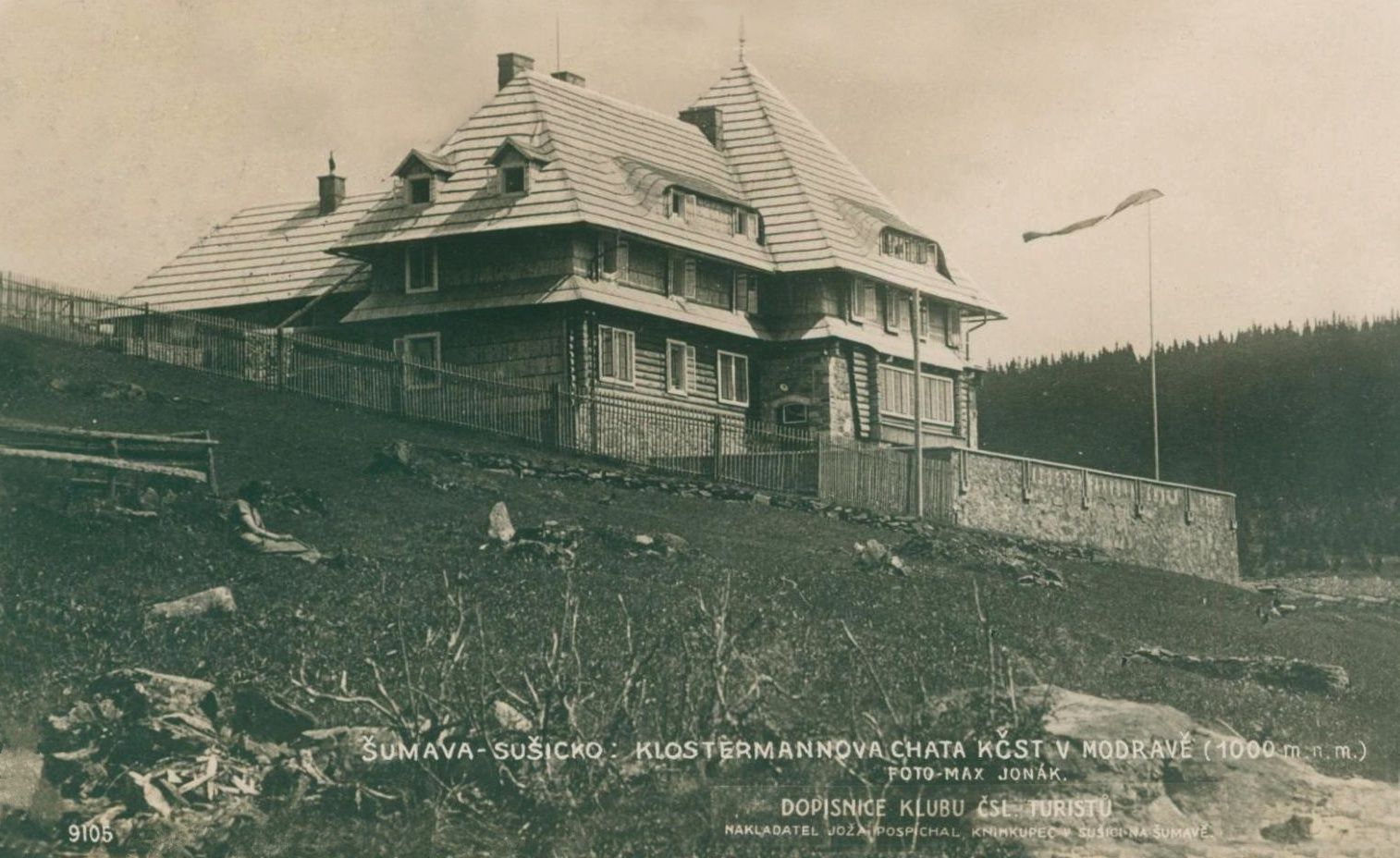
Na dobové pohlednici z roku 1929

Klostermannova chata je turistická chata  (od roku 2004 hotel) v šumavské obci Modrava v okrese Klatovy v Plzeňském kraji. Výrazná budova, napodobující tradiční šumavskou dřevěnou stavbu, se nachází na území Národního parku Šumava v nadmořské výšce přibližně 1 000 metrů ve svahu nad východním okrajem Modravy směrem k Filipově Huti. V Ústředním seznamu nemovitých kulturních památek ČR je chata zapsaná od roku 1996.

## Historie
Výstavba modravské chaty Klubu československých turistů podle plánů architekta Bohuslava Fuchse probíhala v první polovině dvacátých let 20. století, chata byla dokončena v roce 1924. Traduje se, že na základní kámen nové chaty poklepal známý šumavský spisovatel Karel Klostermann  (1848 – 1923), který se však dokončení stavby, které byla zasvěcena jeho památce, už nedočkal. Náklady na výstavbu činily 1 041 500 korun. Po dokončení chata nabízela 28 pokojů s 57 lůžky, v objektu byly také dvě turistické noclehárny s 22 lůžky. V roce 1938  byla stanovena cena 8 korun za lůžko, v noclehárnách stál  nocleh 5 korun za lůžko. Ve všech místnostech bylo elektrické osvětlení a vodovod, hostům byla k dispozici  lázeň a sprcha. (Pro zajímavost: v únoru 2022 dvoulůžkový pokoj v Klostermannově chatě byl nabízen za 2 100 Kč a třílůžkový za 3 300 Kč.).
V období druhé světové války chatu zabraly německé branné síly pro místní velitelství Wehrmachtu. Po roce 1945 byla chata sídlem československé Pohraniční stráže. Po přemístění pohraničníků byla chata až do roku 1993 využívána jako rekreační zařízení pro zaměstnance podniku Škoda Plzeň. Objekt, který byl v roce 1996 prohlášen kulturní památkou, začal postupně chátrat. V roce 2 000 Klostermannovu chatu získal nový vlastník. V letech 2002 – 2004 zde proběhla rozsáhlá rekonstrukce. Chata byla znovu uvedena do provozu jako hotel v dubnu roku 2004.

## Popis
Patrová budova s dvoupodlažním obytným podkrovím, vybudovaná na půdorysu ve tvaru písmene „U“, stojí ve stráni na východ od centra obce a nad údolím řeky Vydry, která vzniká v Modravě soutokem Modravského a Roklanského potoka. Nad dominantní hranolovou částí objektu v jižním průčelí je a stanová střecha s šindelovou krytinou, ostatní střechy jsou valbové s vikýři.  Přízemí je zděné z lomového kamene, v prvním poschodí jsou zdi obložené dřevem. V suterénu budovy jsou některé provozní místnosti, v severním kratším křídle, které vyrovnává terénní rozdíl mezi horní a dolní částí objektu, je byt správce chaty. Před hlavním průčelím, obráceným k západu, je kamenná terasa se zábradlím. Vjezd do areálu je na jižní straně mezi horním a dolním křídlem budovy.

## Přístup
Klostermannova chata je vzdálená zhruba 360 metrů od modravského Spolkového domu, v němž jsou kanceláře místního infocentra a obecního úřadu. Kolem chaty vede zeleně značená turistická stezka, která pokračuje dále do Filipovy Hutě, kde se napojuje na Zlatou stezku, směřující podél východního úpatí Antýglu do Horské Kvildy. Kromě ubytovacích služeb je v areálu hotelu v provozu také restaurace s kapacitou 60 míst.